# The Fray (album)
Pour les articles homonymes, voir Fray (homonymie).
Albums de The Fray
How to Save a Life
(2005) Scars and Stories
(2012)
Singles
1. You Found Me
Sortie : 21 novembre 2008
2. Never Say Never
Sortie : 5 mai 2009
3. Heartless
Sortie : 14 septembre 2009
4. Syndicate
Sortie : 12 janvier 2010

The Fray est le deuxième album studio du groupe américain de rock The Fray, publié le 3 février 2009 par Epic Records.
Ce deuxième opus, produit par Aaron Johnson et Mike Flynn (le même duo que pour le premier disque) et tout simplement baptisé The Fray, sort le 3 février 2009 aux États-Unis, toujours chez Epic Records. Le premier single, You Found Me, enregistre de belles ventes sur les plateformes de téléchargement légales.

## Liste des chansons
Toutes les chansons sont écrites et composées par Isaac Slade et Joe King, sauf si annoté.
| No  | Titre                  | Auteur      | Durée |
| --- | ---------------------- | ----------- | ----- |
| 1.  | Syndicate              |             | 3:32  |
| 2.  | Absolute               |             | 3:47  |
| 3.  | You Found Me           |             | 4:04  |
| 4.  | Say When               | Isaac Slade | 5:02  |
| 5.  | Never Say Never        |             | 4:16  |
| 6.  | Where The Story Ends   |             | 3:57  |
| 7.  | Enough For Now         |             | 4:14  |
| 8.  | Ungodly Hour           |             | 5:04  |
| 9.  | We Build Then We Break |             | 3:48  |
| 10. | Happiness              | Isaac Slade | 5:22  |

## Certifications
| Pays                  | Certification | Unités certifiées |
| --------------------- | ------------- | ----------------- |
| Australie (ARIA)      | Or            | 35 000            |
| Canada (Music Canada) | Or            | 40 000            |
| États-Unis (RIAA)     | Platine       | 1 000 000         |
| Royaume-Uni (BPI)     | Argent        | 60 000            |